# Tông Xác
Tông Xác (chữ Hán: 宗愨, ? – 465) tự là Nguyên Thiên, người Niết Dương quận Nam Dương, tướng lĩnh nhà Lưu Tống thời Nam triều trong lịch sử Trung Quốc.

## Binh nghiệp
Tông Xác vốn là dòng dõi nhà Nho, nhưng riêng ông lại thích võ nghệ, thường nói với người nhà: "Muốn cưỡi gió lớn mà phá sóng muôn dặm". Khi đó, thiên hạ thái bình, mọi người thường dựng nghiệp bằng con đường văn nghĩa, chỉ riêng Tông Xác thích võ nên không được người trong thôn coi trọng lắm. Khi đó, Giang Hạ vương Lưu Nghĩa Cung là Chinh Bắc tướng quân. Tông Xác đến đầu quân, trấn thủ ở Giang Lăng. Về sau, Tông Xác trở thành Bổ quốc Thượng quân tướng quân.
Năm Nguyên Gia thứ 22 (năm 445), Tống Văn Đế sai Thứ sử Giao Châu là Đàn Hòa Chi mang đại quân đánh nước Lâm Ấp, Tông Xác hăng hái xin được tham gia. Qua lời tiến cử tốt đẹp của Lưu Nghĩa Cung, Tông Xác được phong làm Trấn vũ tướng quân. An Tây tham quân, Túc Cảnh phó hiến quân, cùng Thứ sử Giao Châu vây hãm thành Khu Túc. Lâm Ấp cử Đại tướng Phạm Chi Sa Đạt đến cứu thành Khu Túc, Đàn Hòa Chi liền cử phiến quân Hòa Lai Giả đánh lại nhưng thua trận, sau đó tiếp tục cử Tông Xác đi thay. Tông Xác chia quân tiến theo nhiều đường khác nhau, lẳng lặng tiến quân đại phá quân giặc, đánh vào Khu Túc, tiến vào Tượng Phố. Thấy tình thế cấp bách, vua Lâm Ấp là Phạm Dương Mại II động viên cả nước tiến hành chống trả. Mọi người chỉnh đốn hàng ngũ, khí giới, hăng hái xông lên. Chỉ trong một thời gian ngắn, cục diện đã thay đổi hẳn. Thế giặc mạnh, quân của Tông Xác không tài nào đánh nổi, đại bại phải rút về phía sau. Tông Xác nói: "Ta nghe nói trong giới tự nhiên, sư tử đã hàng phục bách thú thành vương của núi rừng, sao chúng ta không sử dụng sư tử một trận xem sao?" Rồi hạ lệnh cho quân sĩ làm những mô hình sư tử để dọa địch. Ngày hôm sau dàn trận, quả nhiên quân giặc thấy sư tử, sợ quá, bỏ chạy tán loạn. Phạm Dương Mại II chạy thoát được ra cửa Tượng Phổ, vịnh Bành Long (chưa rõ vị trí địa lý), tổ chức lại lực lượng, tăng cường thêm nhiều đội tượng binh rồi ra lệnh tổng phản công nhưng không địch nổi quân Tống. Tông Xác động viên quân sĩ đánh thẳng vào đô thành Lâm Ấp. Vàng bạc châu báu, của quý trong thành nhiều không biết bao nhiêu mà kể. Tông Xác tiến vào thành nhưng không hề tơ hào động đả một thứ vật báu nào, ngày về nhà cũng chỉ có khăn áo xác xơ.
Sau khi Hiếu Vũ Đế lên ngôi, Tông Xác được phong làm Tả vệ tướng quân. Trong những năm Hiếu Kiên, ông lần lượt giữ các chức Thứ sử Dự Châu, Lam ngũ châu chư quân sự. Năm Đại Minh thứ 3 (năm 459), Kính Lăng vương Lưu Diên mưu phản. Tông Xác xin được đi chinh phạt Lưu Diên, Văn Đế đồng ý. Sau khi dẹp yên loạn quân, ông được phong làm Hữu vệ Tướng quân. Năm Đại Minh thứ 5 (năm 461), trong một lần đi săn, Tông Xác bị ngã ngựa gãy chân, không vào triều bàn việc được nữa. Từ đó, ông được phong làm Quang Lộc đại phu. Tông Xác có một con trâu rất khỏe, lực lưỡng. Trong triều cho người chọn trâu, chọn ngay phải con trâu của ông. Triều đình trả giá rất cao nhưng Tông Xác tiếc con trâu, nhất định không bán, vì vậy bị bãi miễn chức quan. Nhưng sang năm sau lại được phục chức như cũ.
Khi Tiền Phế Đế Lưu Tử Nghiệp mới lên ngôi (465), Tông Xác được bổ nhiệm làm Ninh Loan Hiệu úy, Thứ sử Ung Châu, gia phong làm Đô đốc. Ít lâu sau ông qua đời. Triều đình xét công lao phong ông làm Chinh Tây Tướng quân, thụy là Túc hầu.